# Pointe-aux-Trembles (circonscription provinciale)
Circonscription électorale provinciale du Canada
Pointe-aux-Trembles est une circonscription électorale provinciale du Québec située à l'extrémité nord-est de l'île de Montréal. 

## Historique
La circonscription de Pointe-aux-Trembles a été créée en 1988 à partir de parties des circonscriptions de Lafontaine, Anjou et Bourget (devenue Camille-Laurin). En 2001, la circonscription perd une partie de son territoire au sud-ouest au profit de Bourget, mais s'étend au nord-est jusqu'à la pointe de l'île de Montréal, prenant ce territoire de LaFontaine. Ses limites ne changent pas lors des réformes de la carte électorale de 2011 et de 2017.

## Territoire et limites
La circonscription de Pointe-aux-Trembles comprend une partie de l'arrondissement Rivière-des-Prairies–Pointe-aux-Trembles de Montréal ainsi que la ville de Montréal-Est.

## Liste des députés

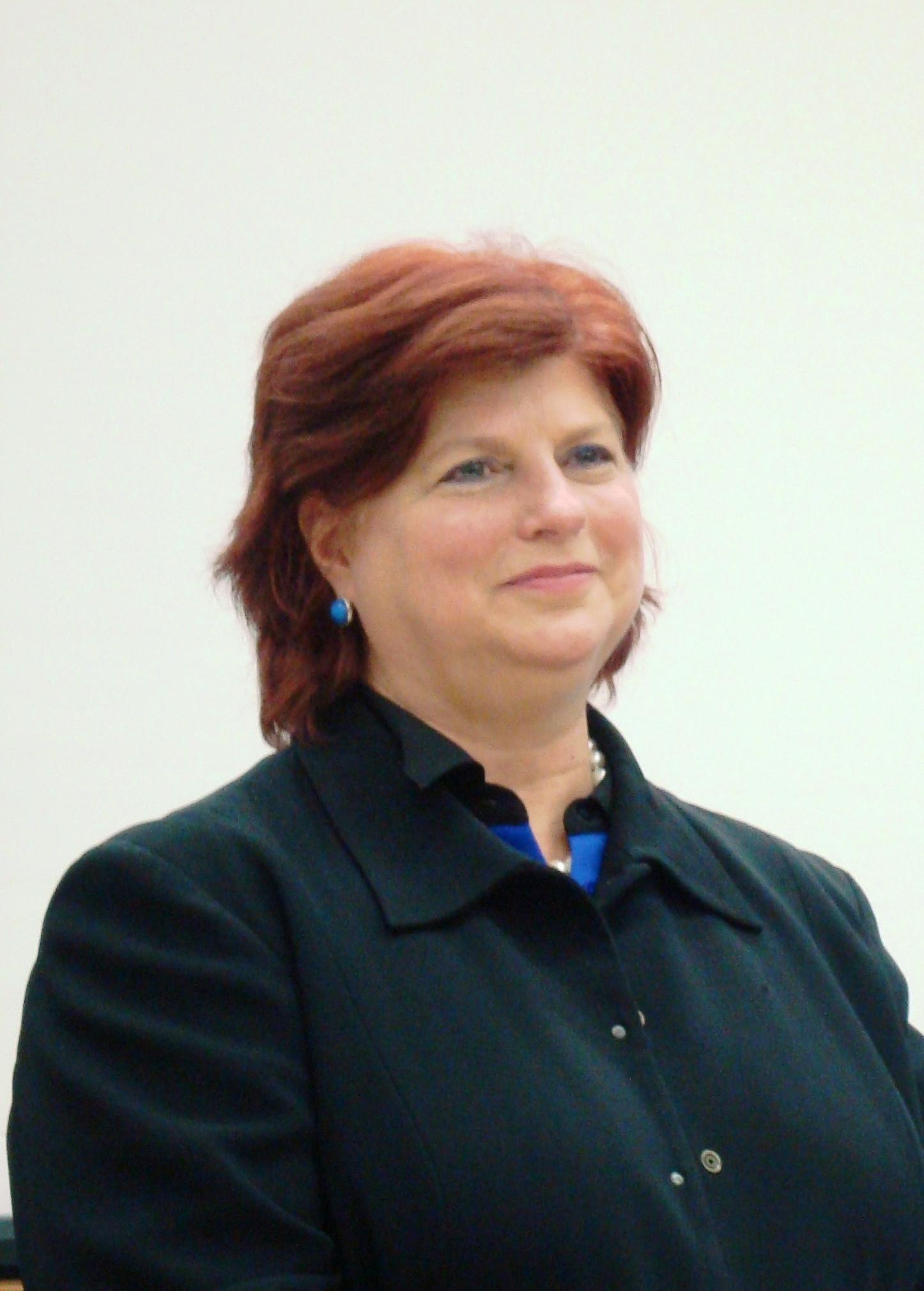
Nicole Leger est députée de Pointe-aux-Trembles de 1996 à 2006 et de 2008 à 2018 pour le Parti québécois

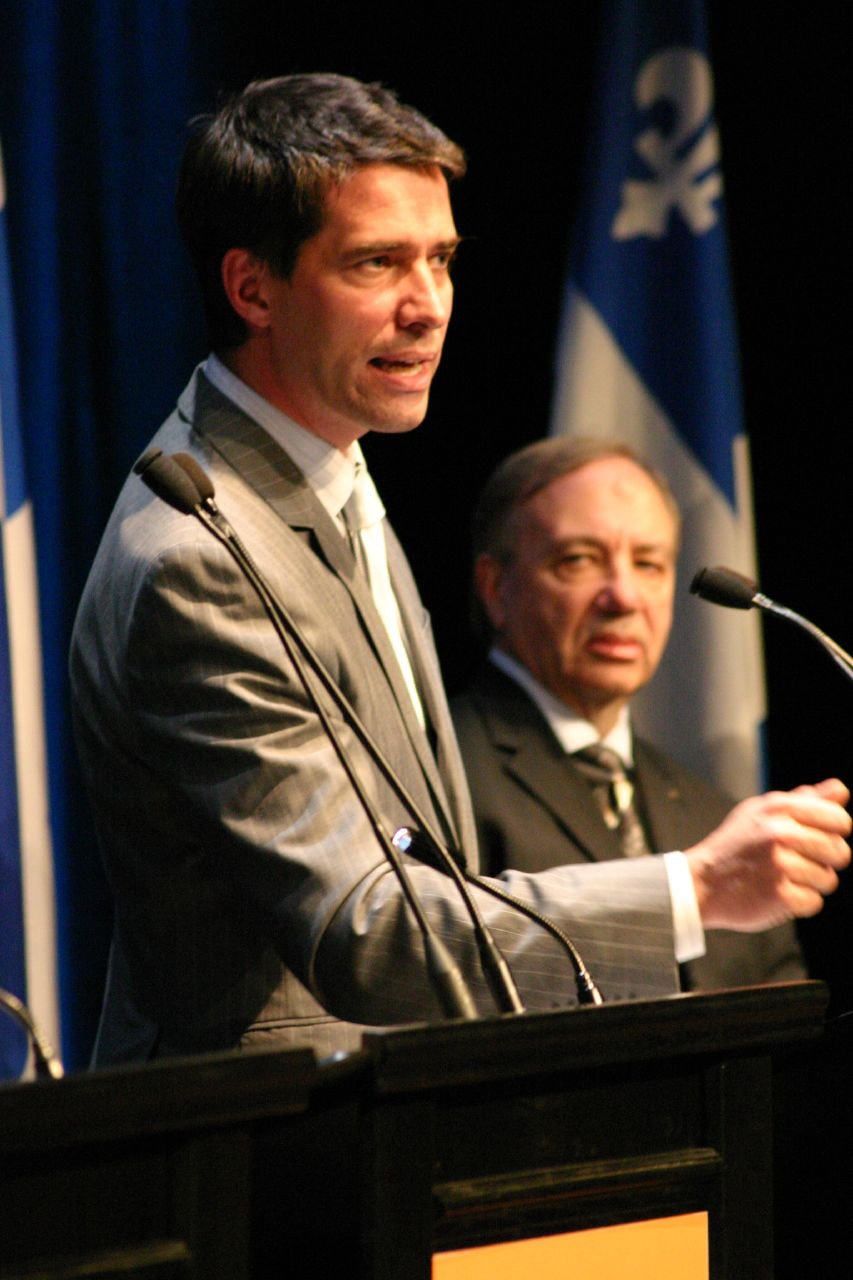
André Boisclair est député de Pointe-aux-Trembles de 2006 à 2007 pour le Parti québécois dont il a été le chef

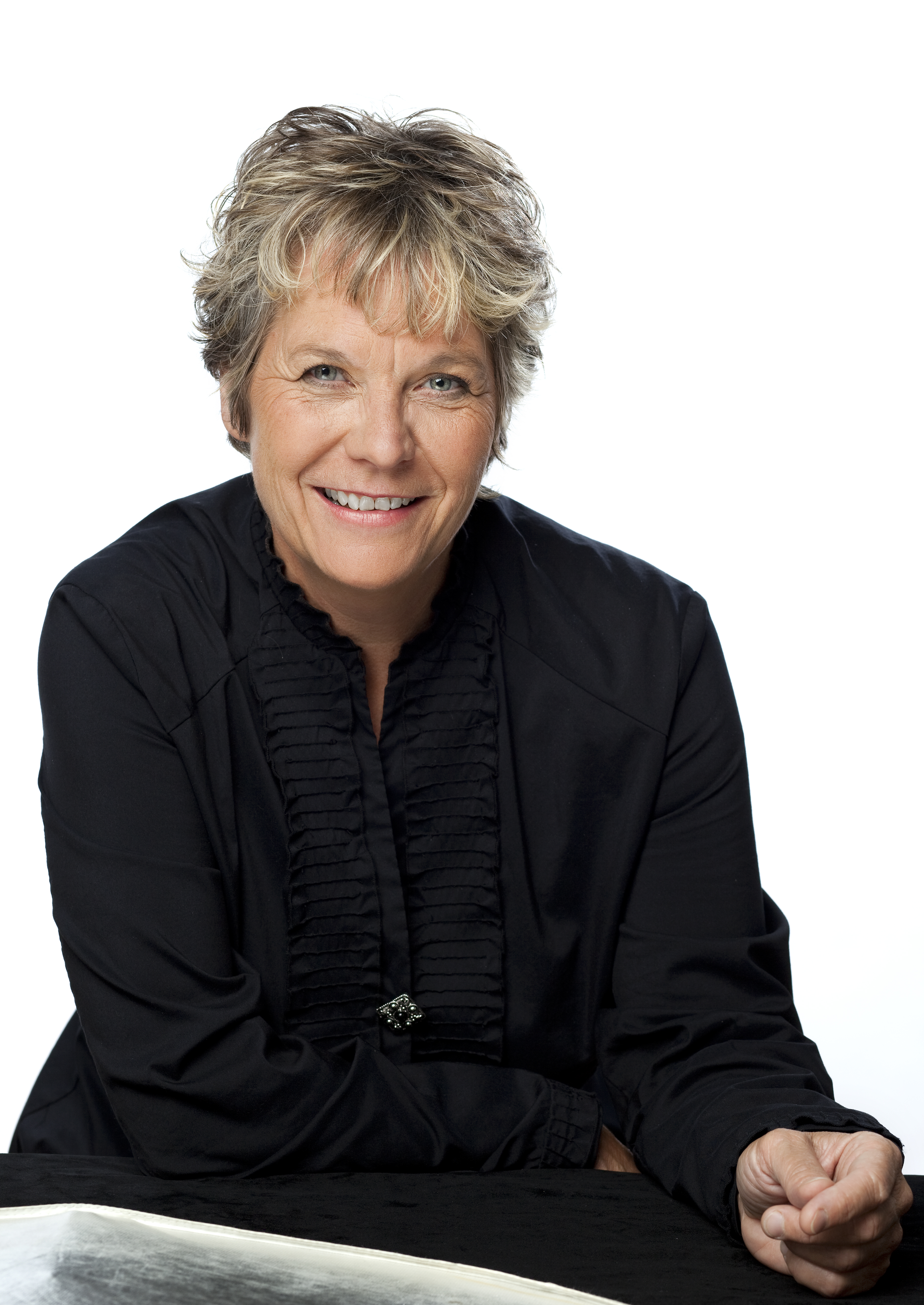
Chantal Rouleau est députée de Pointe-aux-Trembles depuis 2018 pour la Coalition avenir Québec

| Législature                                                   | Années       | Député          | Député          | Parti            |
| ------------------------------------------------------------- | ------------ | --------------- | --------------- | ---------------- |
| Pointe-aux-Trembles Créée depuis Anjou, Bourget et LaFontaine |              |                 |                 |                  |
| 34e                                                           | 1989–1994    |                 | Michel Bourdon  | Parti québécois  |
| 35e                                                           | 1994–1996    |                 | Michel Bourdon  | Parti québécois  |
| 35e                                                           | 1996–1998    | Nicole Léger    |                 | Parti québécois  |
| 36e                                                           | 1998–2003    | Nicole Léger    |                 | Parti québécois  |
| 37e                                                           | 2003–2006    | Nicole Léger    |                 | Parti québécois  |
| 37e                                                           | 2006–2007    | André Boisclair |                 | Parti québécois  |
| 38e                                                           | 2007–2007    | André Boisclair |                 | Parti québécois  |
| 38e                                                           | 2008–2008    | Nicole Léger    |                 | Parti québécois  |
| 39e                                                           | 2008–2012    | Nicole Léger    |                 | Parti québécois  |
| 40e                                                           | 2012–2014    | Nicole Léger    |                 | Parti québécois  |
| 41e                                                           | 2014–2018    | Nicole Léger    |                 | Parti québécois  |
| 42e                                                           | 2018–2022    |                 | Chantal Rouleau | Coalition avenir |
| 43e                                                           | 2022–présent |                 | Chantal Rouleau | Coalition avenir |

## Résultats électoraux

### Évolution pour les principaux partis
| |
| - Parti libéral - Parti québécois - Action démocratique (ancien) - Québec solidaire - Coalition avenir - Parti conservateur |

### Résultats détaillés
|                                                                                               | Nom                        | Parti              | Nombre de voix | %      | Maj.  |
| --------------------------------------------------------------------------------------------- | -------------------------- | ------------------ | -------------- | ------ | ----- |
|                                                                                               | Chantal Rouleau (sortante) | Coalition avenir   | 12 156         | 45,9 % | 6 891 |
|                                                                                               | Jocelyn Desjardins         | Parti québécois    | 5 265          | 19,9 % | -     |
|                                                                                               | Simon Tremblay-Pepin       | Québec solidaire   | 4 084          | 15,4 % | -     |
|                                                                                               | Byanca Jeune               | Libéral            | 2 750          | 10,4 % | -     |
|                                                                                               | Yves Beaulieu              | Conservateur       | 1 804          | 6,8 %  | -     |
|                                                                                               | Alex Di Pardo              | Vert               | 268            | 1 %    | -     |
|                                                                                               | Marc Michaud               | Climat Québec      | 82             | 0,3 %  | -     |
|                                                                                               | Geneviève Royer            | Marxiste-léniniste | 53             | 0,2 %  | -     |
|                                                                                               | Louis Chandonnet           | Équipe autonomiste | 33             | 0,1 %  | -     |
| Total                                                                                         | Total                      | Total              | 26 495         | 100 %  |       |
| Le taux de participation lors de l'élection était de 66,3 % et 388 bulletins ont été rejetés. |                            |                    |                |        |       |

|                                                                                               | Nom                 | Parti              | Nombre de voix | %      | Maj.  |
| --------------------------------------------------------------------------------------------- | ------------------- | ------------------ | -------------- | ------ | ----- |
|                                                                                               | Chantal Rouleau     | Coalition avenir   | 10 579         | 39 %   | 1 834 |
|                                                                                               | Jean-Martin Aussant | Parti québécois    | 8 745          | 32,2 % | -     |
|                                                                                               | Céline Pereira      | Québec solidaire   | 4 036          | 14,9 % | -     |
|                                                                                               | Eric Ouellette      | Libéral            | 3 410          | 12,6 % | -     |
|                                                                                               | Pierre Surette      | Bloc pot           | 218            | 0,8 %  | -     |
|                                                                                               | Louis Chandonnet    | Équipe autonomiste | 89             | 0,3 %  | -     |
|                                                                                               | Geneviève Royer     | Marxiste-léniniste | 79             | 0,3 %  | -     |
| Total                                                                                         | Total               | Total              | 27 156         | 100 %  |       |
| Le taux de participation lors de l'élection était de 67,4 % et 592 bulletins ont été rejetés. |                     |                    |                |        |       |

|                                                                                               | Nom                     | Parti              | Nombre de voix | %      | Maj.  |
| --------------------------------------------------------------------------------------------- | ----------------------- | ------------------ | -------------- | ------ | ----- |
|                                                                                               | Nicole Léger (sortant)  | Parti québécois    | 12 021         | 43,2 % | 5 329 |
|                                                                                               | Mathieu Binette         | Coalition avenir   | 6 692          | 24,1 % | -     |
|                                                                                               | Claude Blais            | Libéral            | 6 229          | 22,4 % | -     |
|                                                                                               | Natacha Larocque        | Québec solidaire   | 2 165          | 7,8 %  | -     |
|                                                                                               | David Cox               | Vert               | 332            | 1,2 %  | -     |
|                                                                                               | Camille Goyette-Gingras | Option nationale   | 234            | 0,8 %  | -     |
|                                                                                               | Geneviève Royer         | Marxiste-léniniste | 82             | 0,3 %  | -     |
|                                                                                               | Louis Chandonnet        | Équipe autonomiste | 56             | 0,2 %  | -     |
| Total                                                                                         | Total                   | Total              | 27 811         | 100 %  |       |
| Le taux de participation lors de l'élection était de 69,4 % et 591 bulletins ont été rejetés. |                         |                    |                |        |       |

|                                                                                               | Nom                        | Parti                        | Nombre de voix | %      | Maj.  |
| --------------------------------------------------------------------------------------------- | -------------------------- | ---------------------------- | -------------- | ------ | ----- |
|                                                                                               | Nicole Léger (sortant)     | Parti québécois              | 15 406         | 50,3 % | 7 981 |
|                                                                                               | Guy Boutin                 | Coalition avenir             | 7 425          | 24,2 % | -     |
|                                                                                               | Jessica Veronica Cialdella | Libéral                      | 4 732          | 15,4 % | -     |
|                                                                                               | Natacha Larocque           | Québec solidaire             | 1 811          | 5,9 %  | -     |
|                                                                                               | Guillaume Simard L'Heureux | Option nationale             | 672            | 2,2 %  | -     |
|                                                                                               | Jean-Marcel Seck           | Indépendant                  | 425            | 1,4 %  | -     |
|                                                                                               | Gérald Briand              | Parti indépendantiste (2008) | 109            | 0,4 %  | -     |
|                                                                                               | Geneviève Royer            | Marxiste-léniniste           | 73             | 0,2 %  | -     |
| Total                                                                                         | Total                      | Total                        | 30 653         | 100 %  |       |
| Le taux de participation lors de l'élection était de 76,4 % et 422 bulletins ont été rejetés. |                            |                              |                |        |       |

|                                                                                               | Nom                    | Parti                       | Nombre de voix | %      | Maj.  |
| --------------------------------------------------------------------------------------------- | ---------------------- | --------------------------- | -------------- | ------ | ----- |
|                                                                                               | Nicole Léger (sortant) | Parti québécois             | 12 851         | 56,9 % | 7 271 |
|                                                                                               | Gilbert Thibodeau      | Libéral                     | 5 580          | 24,7 % | -     |
|                                                                                               | Pierre Trudelle        | Action démocratique         | 2 535          | 11,2 % | -     |
|                                                                                               | Xavier Daxhelet        | Vert                        | 733            | 3,2 %  | -     |
|                                                                                               | Marie Josèphe Pigeon   | Québec solidaire            | 664            | 2,9 %  | -     |
|                                                                                               | Gérald Briand          | Parti québécois indépendant | 159            | 0,7 %  | -     |
|                                                                                               | Geneviève Royer        | Marxiste-léniniste          | 77             | 0,3 %  | -     |
| Total                                                                                         | Total                  | Total                       | 22 599         | 100 %  |       |
| Le taux de participation lors de l'élection était de 56,7 % et 434 bulletins ont été rejetés. |                        |                             |                |        |       |

|                                                                                               | Nom                  | Parti                        | Nombre de voix | %      | Maj.  |
| --------------------------------------------------------------------------------------------- | -------------------- | ---------------------------- | -------------- | ------ | ----- |
|                                                                                               | Nicole Léger         | Parti québécois              | 7 657          | 56 %   | 4 670 |
|                                                                                               | Mélissa Dumais       | Libéral                      | 2 987          | 21,8 % | -     |
|                                                                                               | Diane Bellemare      | Action démocratique          | 1 882          | 13,8 % | -     |
|                                                                                               | Xavier Daxhelet      | Vert                         | 661            | 4,8 %  | -     |
|                                                                                               | Marie Josèphe Pigeon | Québec solidaire             | 226            | 1,7 %  | -     |
|                                                                                               | Colette Provost      | Parti indépendantiste (2008) | 153            | 1,1 %  | -     |
|                                                                                               | Gérald Briand        | Parti québécois indépendant  | 78             | 0,6 %  | -     |
|                                                                                               | Réjean Millette      | Indépendant                  | 31             | 0,2 %  | -     |
| Total                                                                                         | Total                | Total                        | 13 675         | 100 %  |       |
| Le taux de participation lors de l'élection était de 34,1 % et 146 bulletins ont été rejetés. |                      |                              |                |        |       |

|                                                                                               | Nom                       | Parti                 | Nombre de voix | %      | Maj.  |
| --------------------------------------------------------------------------------------------- | ------------------------- | --------------------- | -------------- | ------ | ----- |
|                                                                                               | André Boisclair (sortant) | Parti québécois       | 13 784         | 47,3 % | 6 076 |
|                                                                                               | Martin-Karl Bourbonnais   | Action démocratique   | 7 708          | 26,5 % | -     |
|                                                                                               | Daniel Fournier           | Libéral               | 5 316          | 18,2 % | -     |
|                                                                                               | Xavier Daxhelet           | Vert                  | 1 257          | 4,3 %  | -     |
|                                                                                               | Dominique Ritchot         | Québec solidaire      | 763            | 2,6 %  | -     |
|                                                                                               | Etienne Mallette          | Bloc pot              | 154            | 0,5 %  | -     |
|                                                                                               | Julien Ferron             | Démocratie chrétienne | 116            | 0,4 %  | -     |
|                                                                                               | Geneviève Royer           | Marxiste-léniniste    | 41             | 0,1 %  | -     |
| Total                                                                                         | Total                     | Total                 | 29 139         | 100 %  |       |
| Le taux de participation lors de l'élection était de 72,9 % et 388 bulletins ont été rejetés. |                           |                       |                |        |       |

|                                                                                               | Nom                | Parti                       | Nombre de voix | %      | Maj.  |
| --------------------------------------------------------------------------------------------- | ------------------ | --------------------------- | -------------- | ------ | ----- |
|                                                                                               | André Boisclair    | Parti québécois             | 9 077          | 71 %   | 7 563 |
|                                                                                               | Xavier Daxhelet    | Vert                        | 1 514          | 11,8 % | -     |
|                                                                                               | Dominique Ritchot  | Québec solidaire            | 1 073          | 8,4 %  | -     |
|                                                                                               | Benoît Bergeron    | Parti québécois indépendant | 609            | 4,8 %  | -     |
|                                                                                               | Jocelyne Leduc     | Indépendant                 | 231            | 1,8 %  | -     |
|                                                                                               | Jean-Marc Boyer    | Indépendant                 | 124            | 1 %    | -     |
|                                                                                               | Benjamin Kasapoglu | Bloc pot                    | 113            | 0,9 %  | -     |
|                                                                                               | Réjean Millette    | Indépendant                 | 52             | 0,4 %  | -     |
| Total                                                                                         | Total              | Total                       | 12 793         | 100 %  |       |
| Le taux de participation lors de l'élection était de 32,4 % et 315 bulletins ont été rejetés. |                    |                             |                |        |       |

|                                                                                               | Nom                    | Parti                 | Nombre de voix | %      | Maj.  |
| --------------------------------------------------------------------------------------------- | ---------------------- | --------------------- | -------------- | ------ | ----- |
|                                                                                               | Nicole Léger (sortant) | Parti québécois       | 14 261         | 50,2 % | 4 834 |
|                                                                                               | Daniel Fournier        | Libéral               | 9 427          | 33,2 % | -     |
|                                                                                               | André Cordeau          | Action démocratique   | 4 050          | 14,3 % | -     |
|                                                                                               | Xavier Daxhelet        | Vert                  | 457            | 1,6 %  | -     |
|                                                                                               | Julien Ferron          | Démocratie chrétienne | 137            | 0,5 %  | -     |
|                                                                                               | Geneviève Royer        | Marxiste-léniniste    | 80             | 0,3 %  | -     |
| Total                                                                                         | Total                  | Total                 | 28 412         | 100 %  |       |
| Le taux de participation lors de l'élection était de 72,3 % et 487 bulletins ont été rejetés. |                        |                       |                |        |       |

|                                                                                               | Nom                    | Parti                 | Nombre de voix | %      | Maj.  |
| --------------------------------------------------------------------------------------------- | ---------------------- | --------------------- | -------------- | ------ | ----- |
|                                                                                               | Nicole Léger (sortant) | Parti québécois       | 15 946         | 53,8 % | 6 836 |
|                                                                                               | Richard La Charité     | Libéral               | 9 110          | 30,8 % | -     |
|                                                                                               | Daniel Croze           | Action démocratique   | 4 205          | 14,2 % | -     |
|                                                                                               | Hugues Tremblay        | Démocratie socialiste | 205            | 0,7 %  | -     |
|                                                                                               | Claude Laporte         | Parti innovateur      | 158            | 0,5 %  | -     |
| Total                                                                                         | Total                  | Total                 | 29 624         | 100 %  |       |
| Le taux de participation lors de l'élection était de 78,8 % et 338 bulletins ont été rejetés. |                        |                       |                |        |       |

|                                                                                               | Nom                | Parti                 | Nombre de voix | %      | Maj.  |
| --------------------------------------------------------------------------------------------- | ------------------ | --------------------- | -------------- | ------ | ----- |
|                                                                                               | Nicole Léger       | Parti québécois       | 7 190          | 47 %   | 1 956 |
|                                                                                               | Bernard Lauzon     | Libéral               | 5 234          | 34,2 % | -     |
|                                                                                               | Jacques Hébert     | Action démocratique   | 2 635          | 17,2 % | -     |
|                                                                                               | Daniel Pharand     | Démocratie socialiste | 119            | 0,8 %  | -     |
|                                                                                               | Raymond Robitaille | Parti innovateur      | 109            | 0,7 %  | -     |
| Total                                                                                         | Total              | Total                 | 15 287         | 100 %  |       |
| Le taux de participation lors de l'élection était de 40,8 % et 333 bulletins ont été rejetés. |                    |                       |                |        |       |

|                                                                                               | Nom                      | Parti               | Nombre de voix | %      | Maj.  |
| --------------------------------------------------------------------------------------------- | ------------------------ | ------------------- | -------------- | ------ | ----- |
|                                                                                               | Michel Bourdon (sortant) | Parti québécois     | 15 999         | 53,8 % | 6 034 |
|                                                                                               | José G. Simon            | Libéral             | 9 965          | 33,5 % | -     |
|                                                                                               | Martin Ouellet           | Action démocratique | 3 466          | 11,6 % | -     |
|                                                                                               | André Gaudet             | Loi naturelle       | 324            | 1,1 %  | -     |
| Total                                                                                         | Total                    | Total               | 29 754         | 100 %  |       |
| Le taux de participation lors de l'élection était de 82,5 % et 700 bulletins ont été rejetés. |                          |                     |                |        |       |

|                                                                                               | Nom                      | Parti                     | Nombre de voix | %      | Maj.  |
| --------------------------------------------------------------------------------------------- | ------------------------ | ------------------------- | -------------- | ------ | ----- |
|                                                                                               | Michel Bourdon (sortant) | Parti québécois           | 13 725         | 50,4 % | 1 757 |
|                                                                                               | Jean Tondreau            | Libéral                   | 11 968         | 44 %   | -     |
|                                                                                               | Gérald Varichon          | Travailleurs              | 659            | 2,4 %  | -     |
|                                                                                               | André Ethier             | Progressiste conservateur | 549            | 2 %    | -     |
|                                                                                               | Mario Gosselin           | Crédit social uni         | 327            | 1,2 %  | -     |
| Total                                                                                         | Total                    | Total                     | 27 228         | 100 %  |       |
| Le taux de participation lors de l'élection était de 74,6 % et 926 bulletins ont été rejetés. |                          |                           |                |        |       |

## Référendums
| Pointe-aux-Trembles | Pointe-aux-Trembles | Pointe-aux-Trembles     | Pointe-aux-Trembles | Pointe-aux-Trembles | Pointe-aux-Trembles | Pointe-aux-Trembles   | Pointe-aux-Trembles |
| Année               | Année               | Référendum              | % du OUI            | % du NON            | # total de votes    | Taux de participation |                     |
| ------------------- | ------------------- | ----------------------- | ------------------- | ------------------- | ------------------- | --------------------- | ------------------- |
|                     | 1992                | Accord de Charlottetown | 32,76 %             | 67,24 %             | 31 013              | 84,42 %               |                     |
|                     | 1995                | Référendum de 1995      | 60,88 %             | 39,12 %             | 35 742              | 94,23 %               |                     |